# Separación de hecho
La separación de hecho se distingue de la separación matrimonial (también llamada separación de Derecho) por no ser una situación reconocida por el ordenamiento jurídico. 
Hay dos tipos de separación matrimonial:
- Separación judicial: es la que dicta el Juez a través de una sentencia.
- Separación extrajudicial: es aquella que no acuerda un juez.

Las personas no han realizado los trámites necesarios para la separación matrimonial, por lo que jurídicamente siguen en vigor todos los efectos del matrimonio, incluyendo el régimen económico matrimonial, mientras que en la separación matrimonial dejan de estar vigentes muchos de los derechos y obligaciones existentes para una pareja casada.
Por otra parte, la separación de hecho puede tener efectos jurídicos. Entre otras cosas, la separación de hecho puede ser causa de divorcio o incumplimiento de los deberes conyugales.
Es muy habitual que la separación de hecho sea un paso previo a la separación matrimonial o de divorcio, y que ésta se encuentre todavía en periodo de trámite.